# Omomyidae
Famille
Sous-familles de rang inférieur
- † Anaptomorphinae
- † Microchoerinae
- † Omomyinae

Les omomyidés (Omomyidae) sont une famille diversifiée de primates aujourd'hui éteints qui a rayonné à l'Éocène entre environ 55 et 34 millions d'années (Ma). On en trouve des fossiles en Amérique du Nord, Europe, Asie et peut-être en Afrique.
Les omomyidés sont l'une des deux familles de primates de l'Eocène avec une répartition géographique couvrant les continents holarctiques, l'autre étant les Adapidae. Les premiers représentants des Omomyidae et des Adapidae apparaissent soudainement au début de l'Eocène en Amérique du Nord, en Europe et en Asie, et sont les premiers primates connus.
Leur place dans l'arbre phylogénétique des primates est source de nombreux débats parmi les spécialistes. Ils pourraient être les ancêtres de tous les haplorhiniens actuels, des tarsiers primitifs, ou encore un groupe à part (infra-ordre des Omomyiformes), qui aurait évolué parallèlement.

## Description
Les éléments qui caractérisent de nombreux omomyidés comprennent de grandes orbites (orbites), un museau et des arcades dentaires courtes, la perte des prémolaires antérieures, des molaires adaptées pour les régimes insectivores ou frugivores, et une masse relativement faible (moins de 500 g). Toutefois, vers le milieu de l'Eocène supérieur (il y a environ 40 millions d'années), certains omomyidés d'Amérique du Nord (par exemple, Macrotarsius) ont évolué vers une masse corporelle de plus de 1 kg et avaient des régimes frugivores ou folivores. Les grandes orbites retrouvées dans des genres tels que Tetonius, Shoshonius, Necrolemur et Microchoerus semblent indiquer que ces taxons étaient probablement nocturnes. Au moins un genre d'omomyidé de l'Éocène supérieur du Texas (Rooneyia) avait de petites orbites et était probablement diurne.
Comme les primates actuels, les omomyidés avaient des mains et des pieds préhensiles avec des ongles au bout des doigts au lieu de griffes. Les caractéristiques de leurs squelettes indiquent fortement qu'ils vivaient dans les arbres. Pour au moins un genre (Necrolemur), les os de la jambe, le tibia et la fibula, étaient fusionnés comme chez les tarsiers modernes. Cette fonctionnalité peut indiquer que Necrolemur bondissait fréquemment. La plupart des autres genres d'omomyidés (par exemple, Omomys) n'étaient pas adaptés pour le saut et leurs squelettes sont davantage semblables à ceux des Cheirogaleidae.

## Systématique et classification
Leur systématique et leurs relations évolutives sont controversées. Divers auteurs ont suggéré que les omomyidés pouvaient être soit :
- les ancêtres [c'est-à-dire membres de départ des tarsiers actuels et des anthropoïdes] des haplorrhini ;
- les ancêtres des tarsiiformes [c'est-à-dire membres de départ de la lignée des tarsiers] ;
- les ancêtres des primates plus étroitement liés aux adapidae qu'aux taxons de primates actuels.

Les tentatives de lier les omomyidés aux groupes vivants ont été compliquées par l'anatomie primitive de leur squelette. Par exemple, l'absence chez les omomyidés de nombreuses spécialisations retrouvées dans les squelette des haplorrhiniens actuels, comme :
- une réduction significative du canal de la branche stapédienne de l'artère carotide interne ;
- un trajet plus « perbullaire » que « transpromontorial » du canal de la branche du promontoire de l'artère carotide interne ;
- un contact entre l'os zygomatique et la grande aile du sphénoïde ;
- la présence d'une cavité antérieure accessoire confluente avec la caisse du tympan.

### Subdivisions
- Famille Omomyidae
  - Ekgmowechashala (peut-être un adapiforme)
  - Altanius
  - Altiatlasius
  - Kohatius
  - Sous-famille Anaptomorphinae
    - Tribu Trogolemurini
      - Trogolemur
      - Sphacorhysis

    - Tribu Anaptomorphini
      - Arapahovius
      - Tatmanius
      - Teilhardina
      - Anemorhysis
      - Chlororhysis
      - Tetonius
      - Pseudotetonius
      - Absarokius
      - Anaptomorphus
      - Aycrossia
      - Strigorhysis
      - Mckennamorphus
      - Gazinius

  - Sous-famille Microchoerinae
    - Indusius
    - Nannopithex
    - Pseudoloris
    - Necrolemur
    - Microchoerus

  - Sous-famille Omomyinae
    - Huerfanius
    - Mytonius
    - Palaeacodon
    - Tribu Rooneyini
      - Rooneyia

    - Tribu Steiniini
      - Steinius

    - Tribu Uintaniini
      - Jemezius
      - Uintanius

    - Tribu Hemiacodontini
      - Hemiacodon

    - Tribu Omomyini
      - Chumachius
      - Omomys

    - Tribu Microtarsiini
      - Yaquius
      - Macrotarsius

    - Tribu Washakiini
      - Loveina
      - Shoshonius
      - Washakius
      - Dyseolemur

    - Tribu Utahiini
      - Asiomomys
      - Utahia
      - Stockia
      - Chipataia
      - Ourayia
      - Wyomomys
      - Ageitodendron